# Женщины на Британских Виргинских островах
Женщины на Британских Виргинских островах — это женщины, родившиеся, живущие на Британских Виргинских островах, заморской территории Великобритании, расположенной в Карибском бассейне. Согласно странам и их культуре, женщины Британских Виргинских островов характеризуются «сильным независимым и предпринимательским духом».

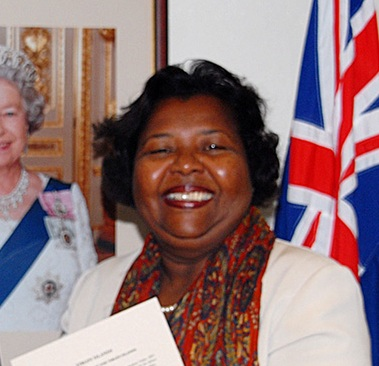
Дансия Пенн - политик. На фото изобаржен момент, когда она давала присягу в качестве заместителя премьер-министра Британских Виргинских островов в 2007 году.

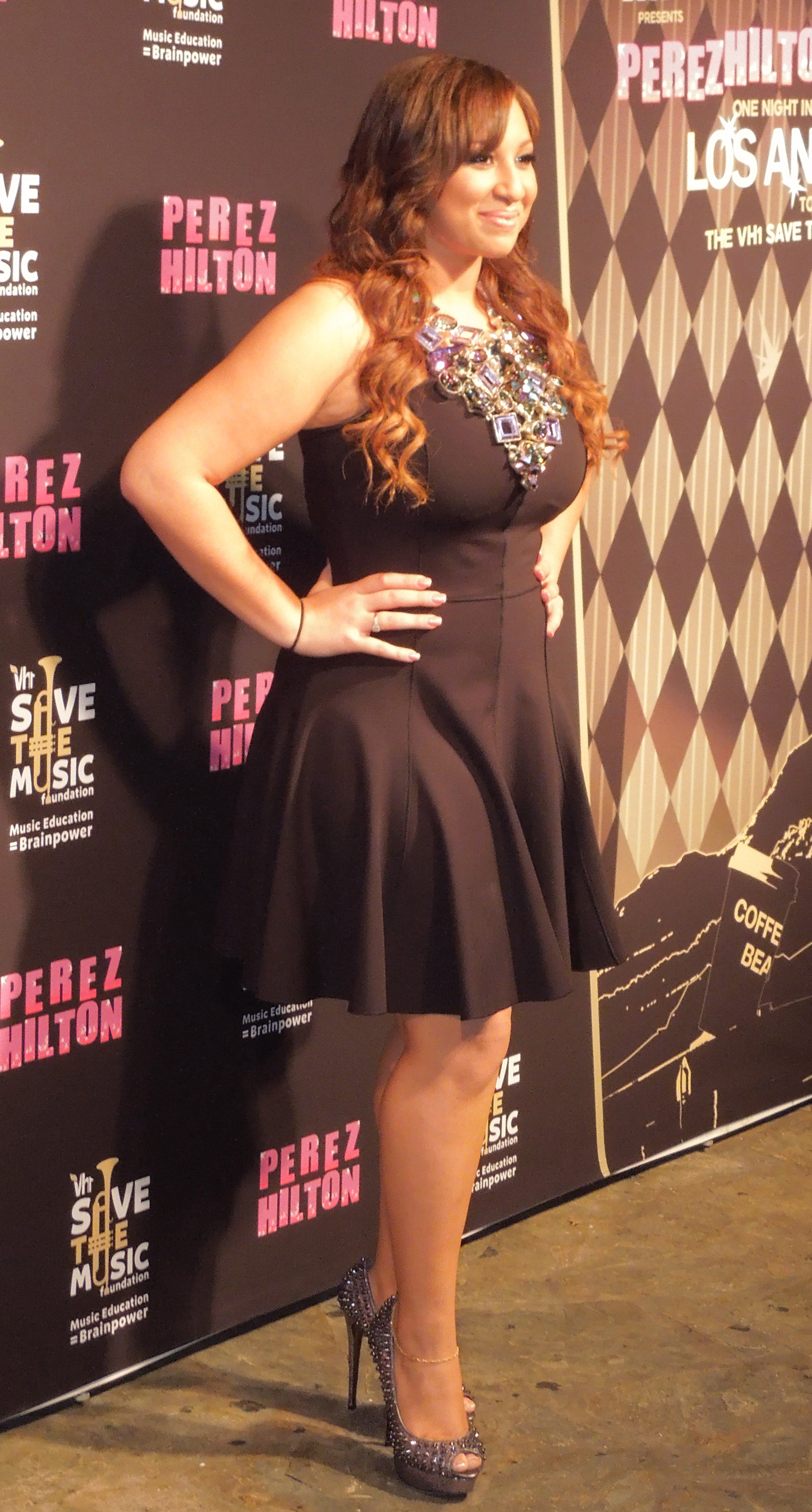
Мелани Амаро, вокалистка с Британских Виргинских островов, победительница первого сезона X-Factor, позирует перед камерами прессы в 2012 году.

## Обязанности
Традиционно женщины делят домашние обязанности со своими мужчинами. Как правило, женщины Британских Виргинских островов берут на себя такие обязанности, как «садоводство, готовка, шитье и ведение счетов по дому». На современных Британских Виргинских островах женщины занимают важные должности в сфере образования и государственной службы. Некоторые женщины из других регионов Карибского бассейна, проживающие на Британских Виргинских островах, могут работать «работниками сферы услуг», а их можно найти на таких должностях, как «клерки, секретари, горничные и официантки». Женщины участвуют в церковных мероприятиях. В рамках своего вклада в общество женщины делятся своими навыками и знаниями в области образования и на общественных фестивалях. Женщины могут голосовать по достижении 18-летнего возраста.

## Благополучие женщин
Офис, известный как «Женский стол» и входящий в состав Канцелярии главного министра, был создан в начале 1990-х годов с целью предоставления «образовательных программ и программ вмешательства», касающихся вопросов «здоровья женщин и домашнего насилия».